# Mohamed Belahouel
Mohamed Belahouel (en arabe : محمد بلحول) est un footballeur algérien né le 14 juin 1987 à Mostaganem. Il évoluait au poste de défenseur central.
Ses frères Hamza Belahouel et El Ghali Belahouel sont également footballeurs.

## Biographie
Mohamed Belahouel évoluait en première division algérienne avec les clubs de l'USM Blida et au CA Bordj Bou Arreridj. Il dispute 56 matchs en inscrivant un but.